# Рододендрон Смирнова
Рододе́ндрон Смирно́ва (лат. Rhododéndron smirnówii) — вечнозелёный кустарник, вид рода Рододендрон (Rhododendron) семейства Вересковые (Ericaceae).
Назван в честь русского врача и любителя растений М. Смирнова.

## Ботаническое описание

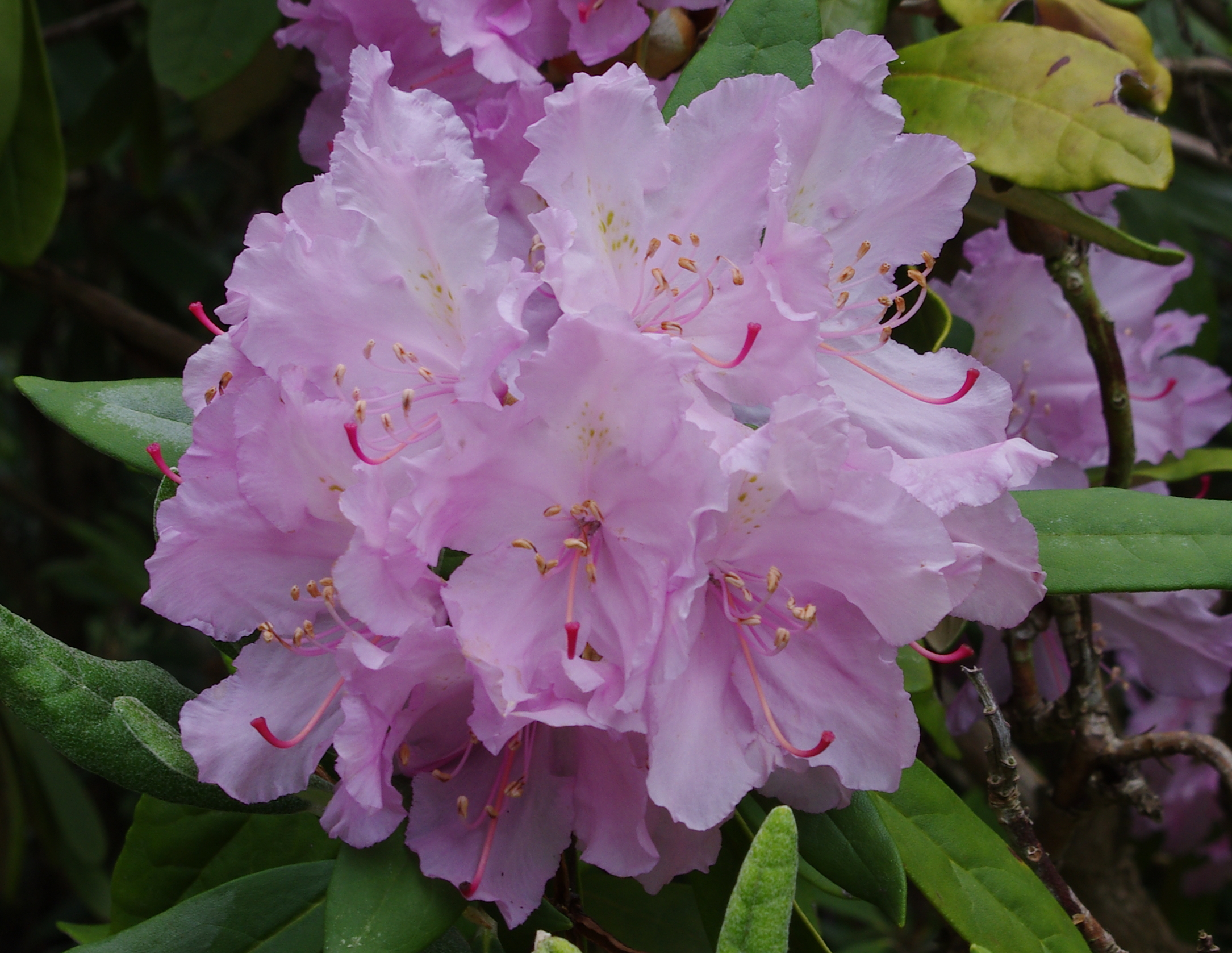
Соцветие рододендрона Смирнова

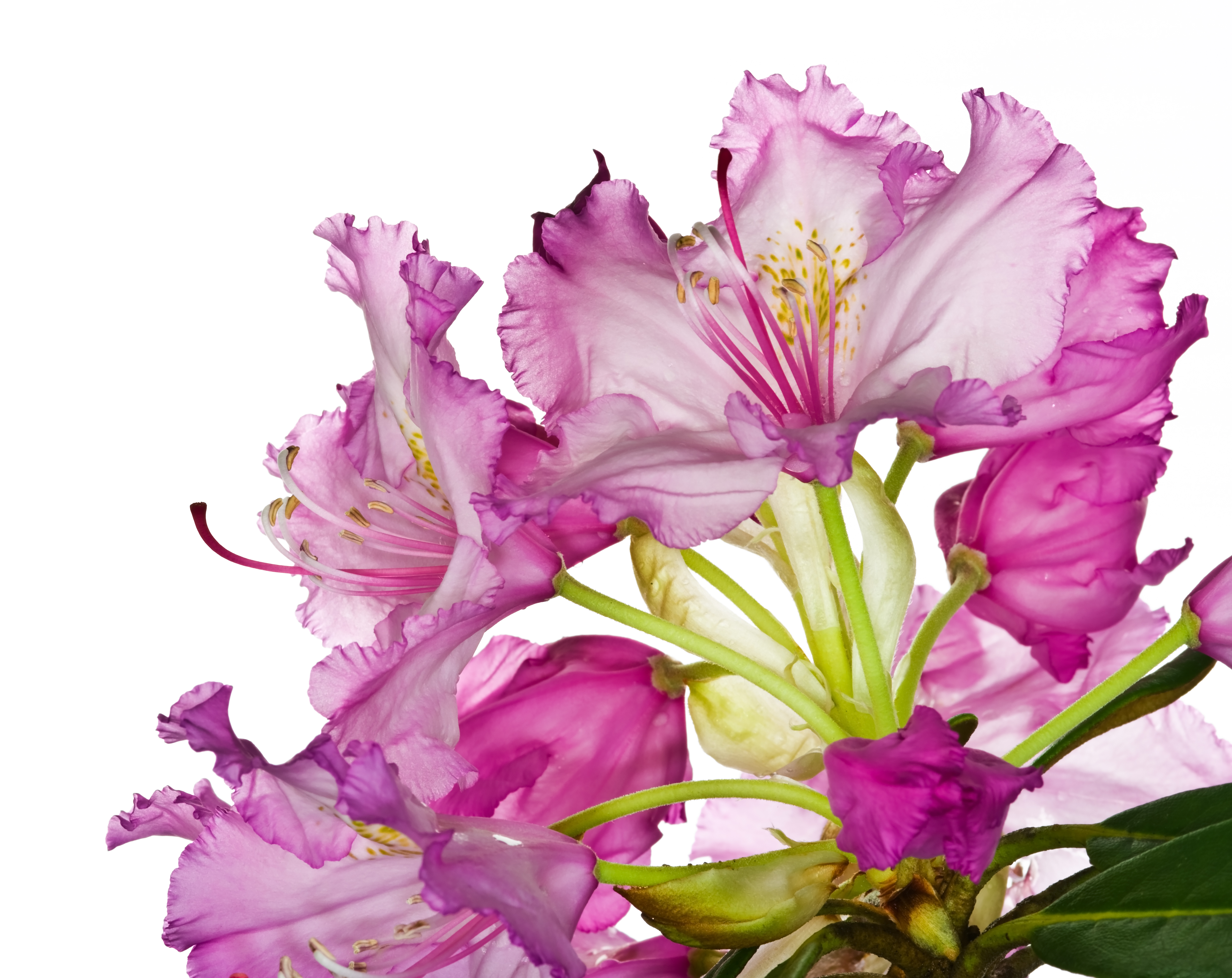
Соцветие рододендрона Смирнова

Рододендрон Смирнова — ветвистый вечнозелёный кустарник, достигающий 1—1,5 (2) метра в высоту. Молодые веточки покрыты беловатым опушением. На старых ветвях кора серая.
Листья продолговато-эллиптические, 8—15×2,5—3,5 см, на верхушке туповатые, к основанию суженные, со слабо завёрнутым краем, сверху зелёные, блестящие, голые, снизу густо клочковато беловойлочные, позднее иногда буроватые. Черешок — 1—2,5 см длиной.
Соцветие состоит из 10—14 цветков, в диаметре 12—15 см. Цветоножка 2,8—3,5 см длиной (при плодах до 5,5 см). Венчик широко воронковидный, с волнистым краем отгиба, пурпурно-розовый, внутри с желтоватыми пятнышками, 4—6 (7) см в диаметре, голый или почти голый. Чашечка маленькая, с 5 округлыми широкими долями, 0,5 мм длиной, 2—2,5 мм шириной. Тычинок 10, нити их густо опушены с самого основания, примерно на 1/3 длины. Завязь густо беловойлочная, пестик голый.
Плод — коробочка, продолговатая, до 2 см длиной, густо беловойлочная.

## Экология
Рододендрон образует заросли в горных хвойных лесах с сосной. Произрастает на высоте от 500 до 2300 м над уровнем моря.

## Ареал
Рододендрон Смирнова распространён в северо-восточной Турции (ил Артвин) и в Аджарии.
Обитает в лесах, по склонам гор, на высотах 500—1600 метров (по другим сведениям на высотах 700—2500 метрах) над уровнем моря.

## В культуре
В культуру введён в 1886 году Санкт-Петербургским ботаническим садом. В настоящее время широко распространён в Европе. В Прибалтике полностью зимостоек, ежегодно цветёт и плодоносит. В Минске зимует под лёгким укрытием. В Киеве цветёт, но плоды опадают зелёными от сухости воздуха. Во Владивостоке первое цветение отмечено на 10-м году жизни, не подмерзает, плодов образуется мало. В Таллине цветёт и плодоносит, в некоторые зимы отмечается подмерзание старых побегов. Во Львове растения старше 8 лет цветут и плодоносят ежегодно. В Барнауле не цветёт, хотя зимует под укрытием. В Санкт-Петербурге зимостоек, но в суровые зимы подмерзает. В Тбилиси интродуцирован садоводами Тифлисского ботанического сада в конце прошлого столетия вместе с рододендроном Унгерна и понтийским. В настоящее время в коллекции Тбилисского ботанического сада отсутствует. В Каунасе цветёт и плодоносит. В Хоросткове цветёт, в Бакуриани не цветёт, растёт удовлетворительно. Рододендрон Смирнова имеется в Батуми, Тарту, Томске, Красноярске, Горьком, испытывался в Ташкенте. Рекомендовался для озеленения юга СССР, Прибалтики. При лёгком укрытии может выращиваться в средней полосе европейской части России.
В ГБС испытывался с 1959 года. В 9 лет высота растений 0,6—0,8 м и диаметр куста 50—65 см. Заметный рост побегов отмечался со второй декады мая до конца августа или первой половины сентября. Ежегодный прирост равен 6—9,5 см. Первое цветение наступило на шестом году жизни. В Москве, как и в природе, рододендрон Смирнова цветёт со второй половины мая до начала июня. Новые цветочные почки закладываются на побегах второго года. Как правило, на побеге сохраняются листья двух, реже трёх генераций. В августе опадают старые, дважды перезимовавшие листья. Плоды завязываются в июне. Семена созревают в конце октября — ноябре. Побеги одревесневают на 75 %. Опыт интродукции рододендрона в Москве показал, что его следует высаживать в защищённое место и полутень. На зиму растения у корневой шейки рекомендуется укрывать сухими листьями. В холодные зимы у рододендрона Смирнова подмерзают концы однолетних побегов и цветочные почки. Зимостойкость II.
В условиях Нижегородской области относительно зимостоек. В суровые зимы подмерзают концы побегов и цветочные почки. Семена вызревают.
Для успешного выращивания этого вида требуются умеренно влажные почвы с кислой реакцией (рН=3,5—4). Светолюбив. Размножают семенами, отводками, прививкой на рододендрон понтийский. Форма кроны зависит от освещения, в тени она вертикальная, в солнечных местах куст относительно компактен. Высота от 1 до 3 метров в возрасте 10 лет. Выдерживает понижения температуры до -26…-29 °С или даже холоднее.
Рододендрон Смирнова используется для выведения устойчивых к зимам рододендронов уже более ста лет. Самыми известными являются выведенные в Германии гибриды Seidel (Seidel Group hybrid). Рододендроны Смирнова и гибриды Seidel использовались также в селекционной программе Хельсинкского университета. Результатом селекционной работы стали сорта зимостойких вечнозелёных рододендронов, появившиеся на рынке с 1990 года. Гибрид рододендрона Смирнова и Rh. degronianum subsp. yakushimanum под названием Rhododendron 'Crete' был в 2005 году удостоен Award of Garden Merit.

## Таксономия

### Естественные гибриды
- Rhododendron ×charadzeae A.P.Khokhr. & Mazurenko, 1989 [Rh. smirnowii × Rh. ungernii]
- Rhododendron ×sochadzeae Kharadze & Davlian., 1969 [Rh. smirnowii × Rh. caucasicum]